# 巨伞钟报春
巨伞钟报春（学名：Primula florindae）为报春花科报春花属下的一个种。

## 扩展阅读
- 維基物種上的相關：巨伞钟报春